# Инсарка (деревня)
Инсарка — деревня в Москаленском районе Омской области. Входит в Шевченковское сельское поселение

## История
Основана в 1895 г. В 1928 г. состояла из 82 хозяйств, основное население — русские. В составе Москаленского сельсовета Москаленского района Омского округа Сибирского края.

## Население
| 1926 | 2010 |
| ---- | ---- |
| 391  | ↘225 |